# Charny (Seine-et-Marne)
Charny település Franciaországban, Seine-et-Marne megyében. Lakosainak száma 1584 fő (2022. január 1.). Charny Saint-Mesmes, Villeroy, Vinantes, Charmentray, Claye-Souilly, Fresnes-sur-Marne és Messy községekkel határos.

## Népesség
A település népességének változása:
| Lakosok száma | 1250 | 1235 | 1301 | 1313 | 1347 | 1354 | 1539 | 1575 | 1584 |
|               | 2013 | 2015 | 2016 | 2017 | 2018 | 2019 | 2020 | 2021 | 2022 |